# Orio Mastropiero
Pour les articles homonymes, voir Malipiero.
Pour les autres membres de la famille, voir Famille Malipiero.
Orio Mastropiero est le 40e doge de Venise, élu en 1178.

## Biographie
Avant d'être doge, Orio Mastropiero est ambassadeur auprès de l'empire byzantin et de Guillaume II de Sicile. Il soutient la révolte au cours de laquelle est tué le 38e doge Vital II Michele. Les doges, qui étaient jusqu'ici élus par une assemblée populaire, sont à présent élus par une commission de onze membres ; Mastropiero est le premier à être élu selon ce nouveau système mais refuse la charge et c'est Sebastian Ziani qui est élu.

## Dogat
Orio Mastropiero est finalement élu doge en 1178, après l'abdication de Ziani, par une assemblée de quarante membres. Un des premiers édits du doge est dénommé « Promissione dal maleficio »: c'est un précis des lois en vigueur et une révision des peines. L'organe dit « quarantìa » est mis en place qui institue la cour d'appel pour les procès civils.
En politique extérieur, il s'allie avec les Normands de l'Italie méridionale contre l'empereur Andronic Ier, puis il resserre les liens commerciaux et l'alliance militaire avec le successeur  Isaac II Ange qui l'aurait nommé protosébaste.
Dans l'Adriatique, Bela III, roi de Hongrie, reconquiert Zadar et toute la  Dalmatie que le doge ne réussit pas à reprendre.
Au Proche-Orient,  Saladin qui a conquis la Syrie et l'Égypte où les républiques maritimes ont des bases et des privilèges commerciaux. En 1188 le pape Grégoire VIII proclame la troisième croisade auquel prennent part Richard Cœur de Lion, roi d'Angleterre, et Philippe Auguste, roi de France; les trois républiques maritimes s'unissent aux croisés et prennent Tyr, Saint Jean d'Acre et d'autres localités côtières de la Syrie.
En 1192, en raison de son âge, Orio Mastropiero abdique. La date de son décès ainsi que le lieu de sa sépulture ne sont pas connus.

## Sources
- (it) Cet article est partiellement ou en totalité issu de l’article de Wikipédia en italien intitulé « Orio Mastropiero » (voir la liste des auteurs).